# Galletas Arluy
Arluy S.L.U. es una empresa española ubicada en Arrúbal (La Rioja) cuya actividad es la fabricación y venta de galletas y chocolates, a nivel nacional e internacional. Desde 2018 es propiedad de la francesa Biscuit International.
Sus marcas comerciales incluyen Galletas Arluy, pastas artesanas Reglero, aperitivos Rio y chocolates Zahor.
También es fabricante de marcas de otras compañías y distribuidores, tiene una plantilla de 200 personas y unas ventas en 2016 de 55 m€.

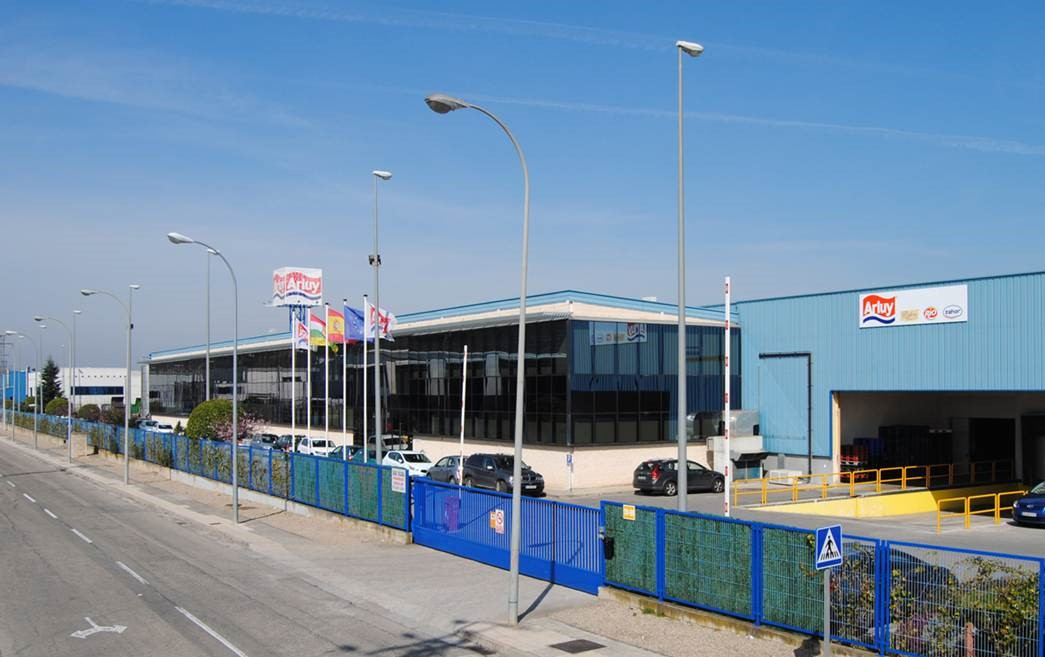
Imagen exterior.

## Productos
Arluy comercializa las siguientes líneas de producto a través de sus marcas:
Arluy
- Desayuno infantil: Minis; Tostada; Chocoteen
- Merienda: Megachok; Principito; Arthur; Chispas 37; Rechok; Diverchok; Chocoteen

Reglero
- Especialidades: Nevaditos; Pastas Artesanas; Colombianos; Nevaditos Mini
- Tradicional: Mayuca,
- Cookies
- Rellenas

Rio
- Salados/snaks: Fiesta; Sticks
- Tradicional: Petit; Girasol

Zahor
- Bombones: Tus Tentaciones
- Tabletas: Zahor

Flora
- Maria, Tostada, Delicias, Fibra, Fruta Fibra, etc

## Reconocimientos
A lo largo de su historia la empresa ha obtenido una serie de reconocimientos y galardones. Muestra de ello son los siguientes:
- Premio crédito y caución pyme del año al a internacionalización 2014

Reconocimiento a las empresas españolas que están apostando por abrir nuevos mercados y desarrollan con éxito su actividad. Los galardonados en las ediciones anteriores han sido: Acerinox, Campofrío Food Group España, Coren, Fala Corujo, Grupo Cosentino, José García - Carrión Jordán o Félix Solís Yáñez entre otros.
- Premio Mercurio Ejecutivo 2014 y Premio Mercurio Marketing 2004

Entregado por el Club de Marketing de La Rioja.
- Premio emprendedor Erns & Young 2013

En la XVIII Edición del galardón en España en la Zona Norte, organizada por la consultoría multinacional Ernst and Young, bajo el patrocinio por BNP Paribas y la colaboración del IESE, se quiere reconocer la labor de los emprendedores como generadores de riqueza y empleo para el país.
- Homey Awards Mejor Licenciatario Fox del Mundo 2012

Los Homey Awards son los galardones que otorga anualmente Fox Consumer Products (20th Centruy Fox) a las distintas categorías de producto sobre las que se trabajan sus todas sus Marcas ( Simpsons, Family Guy, Futurama, Películas como Rio, Ice Age, etc…). Se premian las mejores acciones realizadas durante el último año en todo el Mundo.
- Premio Dato de Oro 2008

Por el proyecto solidario de “Solidary Biscuits” donde los ingredientes provenían del comercio justo.
- Premio Empresa Familiar 2008

Galardón que otorga anualmente la Asociación Riojana de la Empresa Familiar (AREF). En esta edición, el jurado valoró el historial y la trayectoria profesional de una firma que arrancó su actividad en la década de los cincuenta como Marbú y que hoy alcanza ya su tercera generación.
- Premio a la Internacionalización 2003 por la Cámara de Comercio